# Philipp Wilhelm von Biela
Philipp Wilhelm von Biela († 1773) war ein deutscher Offizier. Er war kaiserlicher Generalmajor im Dienste des Hauses Österreich.

## Leben
Philipp Wilhelm von Biela war einer der vier Söhne des Erb- und Lehnsherrn sowie Rittergutsbesitzers Heimart Wilhelm von Biela auf Auleben und Berga († 1733) und stammte aus der Thüringer Uradelsgeschlecht von Biela. Wie viele seiner Familienangehörigen schlug er eine militärische Laufbahn ein. Er war der erste Vertreter seiner protestantischen Familie, der in die Dienste des habsburgischen und damit katholischen Kaisers trat. 1758 wurde er zum kaiserlichen Generalfeldwachtmeister ernannt.
In der Schlacht bei Liegnitz (1760) gehörte er dem österreichischen Generalstab an und geriet in preußische Kriegsgefangenschaft.
1763 und 1767 wurde er als Generalmajor bezeichnet. Nachdem ihn seine drei Geschwister finanziell abgefunden hatten, verzichtete er auf seine bestehenden Erbansprüche an den väterlichen Rittergütern in der Goldenen Aue und blieb im Kaisertum Österreich, wo er 1773 verstarb.